# USS Constellation (CV-64)

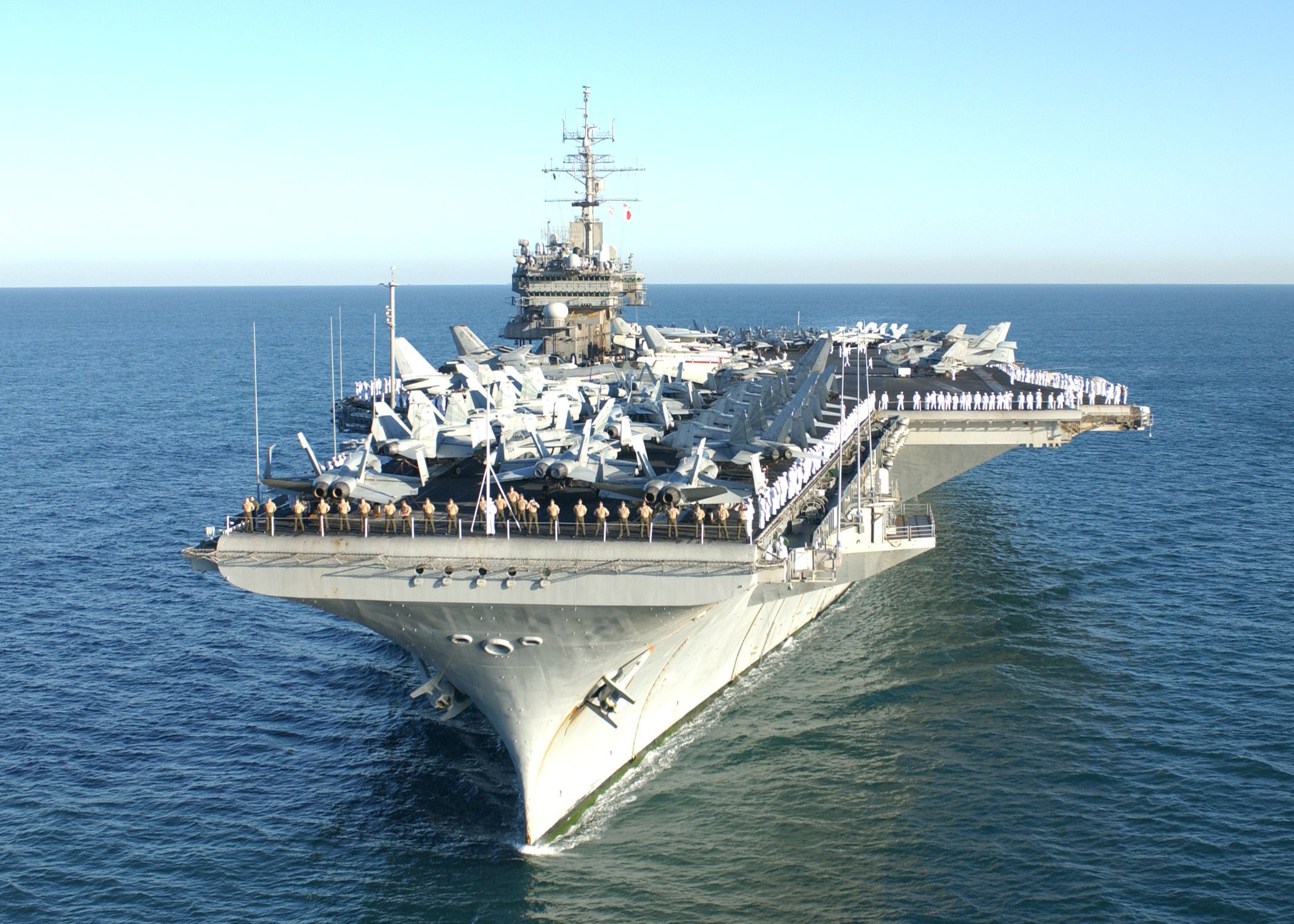
USS Constellation anländer till Perth, Western Australia.

USS Constellation (CV-64) var ett hangarfartyg av Kitty Hawk-klass i amerikanska flottan. Uppdraget att bygga Constellation gick till New York Naval Shipyard i Brooklyn, New York, den 1 juli 1956, och hon kölsträcktes den 14 september 1957 vid New York Navy Yard. Hon sjösattes den 8 oktober 1960 med Mary Herter (fru till utrikesminister Christian Herter) som beskyddare. Constellation skadades kraftigt av en brand under byggnationen den 19 december 1960 när en gaffeltruck som rörde sig genom hangaren genomborrat en bränsletank. Bränsle läckte ut på svetsare under däck och antände en eld som krävde 50 liv och skadade 323 varvsarbetarna. De omfattande skadorna kostade 75 miljoner dollar att reparera och försenade hennes itjänstsättande med sju månader.
Constellation levererades till flottan den 1 oktober 1961 och sattes i tjänst den 27 oktober 1961, med kommendör TJ Walker som fartygschef. Vid den tiden hade hon kostat ungefär 400 miljoner dollar. 
Hon togs ur tjänst 2003. USS Constellation är det sista amerikanska hangarfartyg som byggts vid ett annat varv än Newport News Shipbuilding.